# Adelaide Claxtonová
Adelaide Sophia Claxtonová (nepřechýleně Claxton; 10. května 1841 Londýn, Anglie – 29. srpna 1927 Londýn, Anglie) byla britská malířka a ilustrátorka. Byla jednou z prvních umělkyň, které se živily převážně zakázkami pro komerční tisk a prodávaly své satirické a komiksové ilustrace do více než půl tuctu periodik.

## Životopis
Adelaide Claxtonová se narodila v Londýně jako mladší ze dvou nadaných dcer britského malíře Marshalla Claxtona; jak Adelaide, tak její sestra Florence se staly malířkami jako byl jejich otec. Adelaide však nesdílela oblibu otce ve velkých olejomalbách. Vystudovala umění na Cary's School v londýnské čtvrti Bloomsbury, kde se začala věnovat figurální malbě v akvarelu.
V roce 1850 odcestovala se svou rodinou do Austrálie, kde zůstala čtyři roky. Poté se vrátila přes indickou Kalkatu do Anglie.

## Kariéra

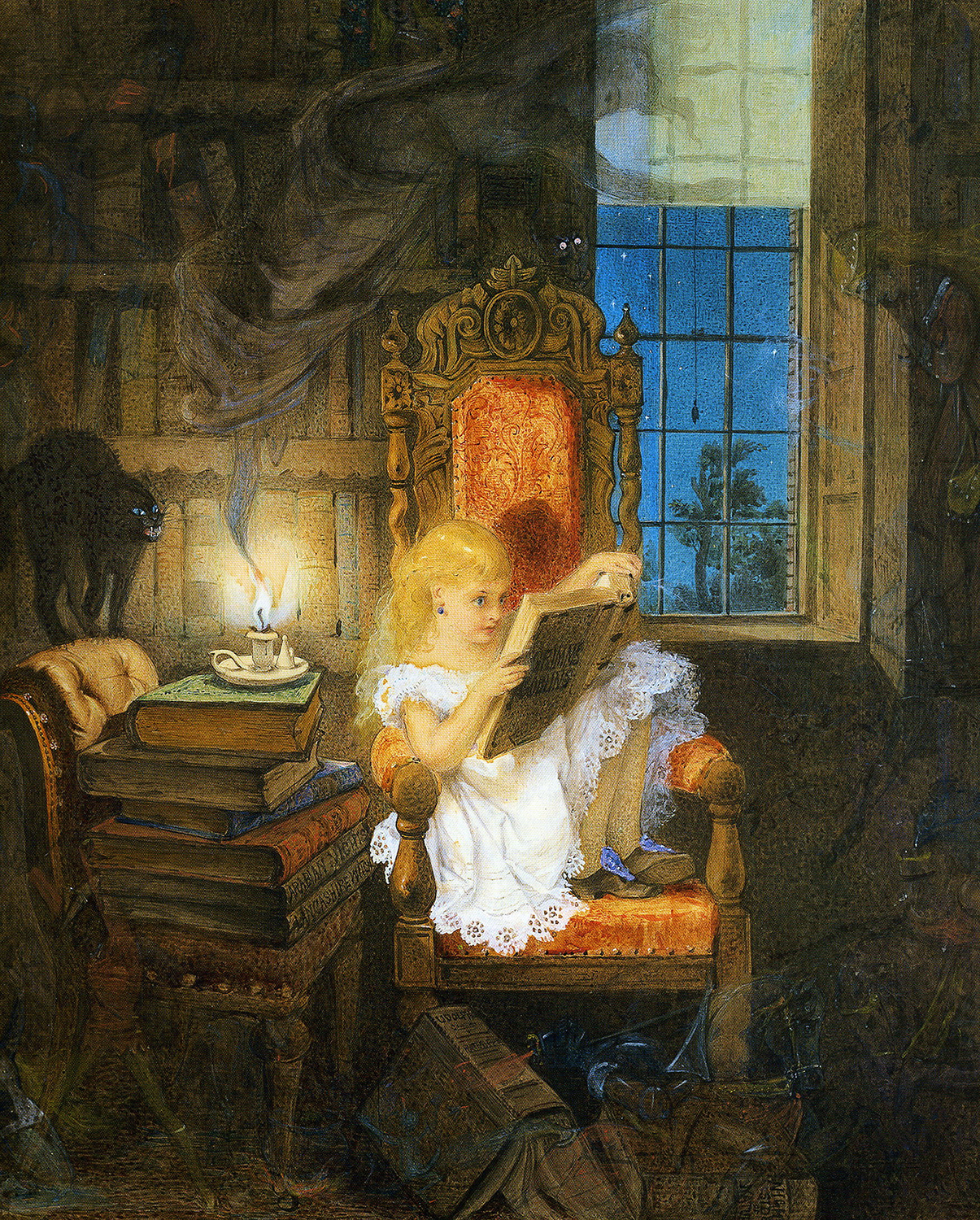
Adelaide Claxton, Wonderland

Obrazy Adelaide Claxtonové kombinují scény z domácího života s literárními nebo fantasy prvky, jako jsou duchové a snové obrazy. Své práce začala vystavovat koncem 50. let 19. století v Society of Women Artists (Společnosti umělkyň) a od té doby do roku 1896 několikrát vystavovala na Royal Academy of Arts, Royal Hibernian Academy a Royal Society of British Artists a také opět v Society of Women Artists. Jedno z jejích děl, A Midsummer Night's Dream at Hampton Court (Sen noci svatojánské v Hampton Court), bylo tak populární, že namalovala pět dalších kopií; další dílo, Little Nell (Malá Nell), zkopírovala dokonce třináctkrát. Wonderland, obraz ukazující malou dívku, která při svíčkách čte příběhy od bratří Grimmů, je hodně reprodukován. Anglický malíř Walter Sickert založil svou olejomalbu She Was the Belle of the Ball [After Adelaide Claxton] na jednom z jejích děl.

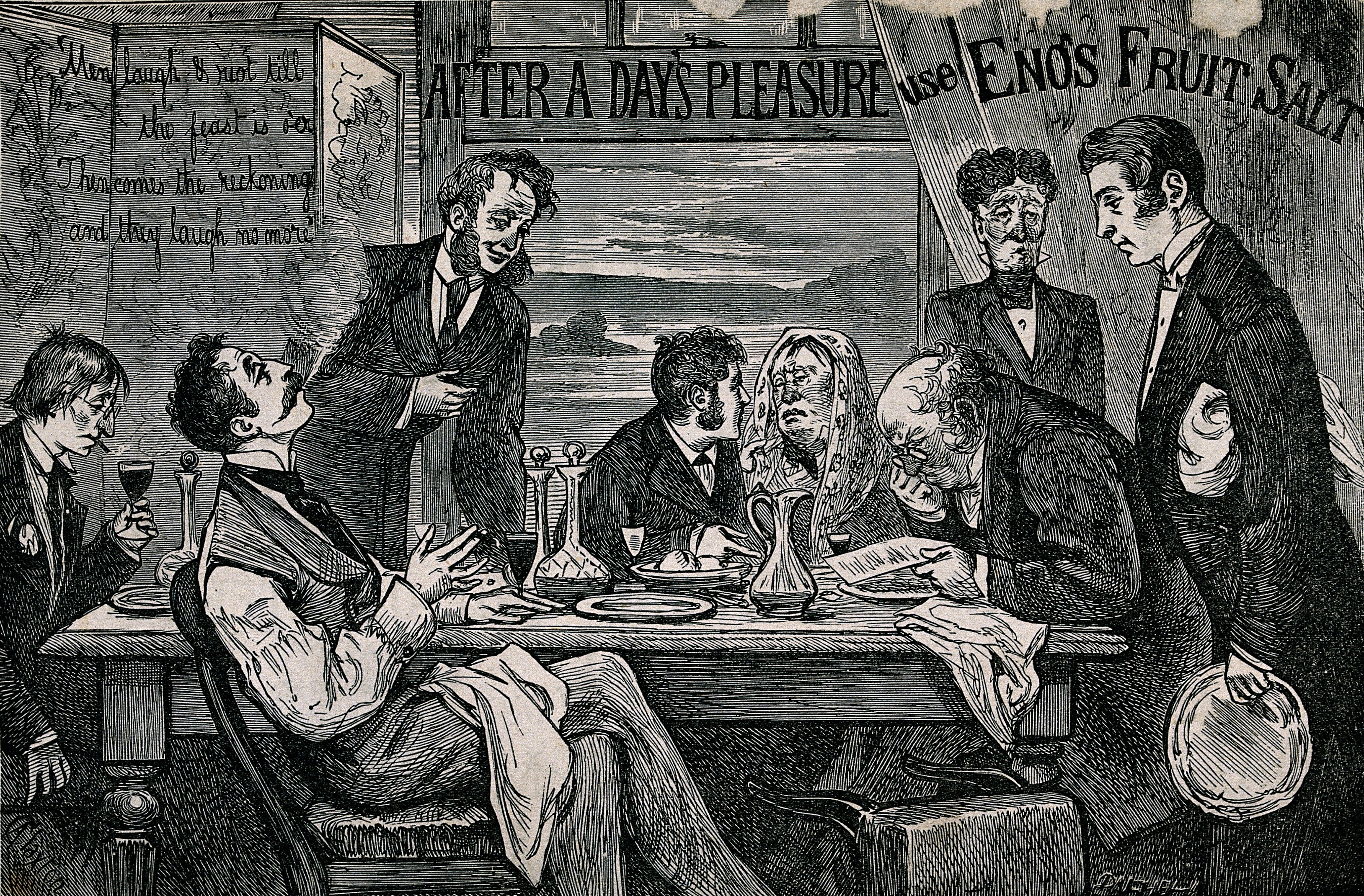
Reklama na ovocnou sůl Eno; dřevoryt podle návrhu Adelaide Claxton.

Claxton si vydělávala na živobytí částečně prodejem svých obrazů a částečně prodejem komiksových ilustrací a satirických kreseb na téma vysoké společnosti populárním časopisům jako Bow Bells, The Illustrated London News, London Society, Judy (kde byla jednou z hlavních ilustrátorek) a několika dalším. Byla jednou z prvních britských umělkyň, které pravidelně spolupracovaly s časopisy. Bylo jí vypláceno mezi dvěma až sedmi librami za ilustraci. Již v roce 1859 uvedl časopis Illustrated Times na své obálce její obraz The Standard-Bearer. Je také autorkou dvou ilustrovaných knih, A Shillingsworth of Sugar-Plums (1867; záhadně inzerovaný jako dílo obsahující „několik stovek Num-nums a Nicy-nicies“) a Brainy Odds and Ends (1904; kompendium hesel a podobně).
Dílo Adelaide Claxtonové je ve sbírce Walker Art Gallery v Liverpoolu a dalších uměleckých institucích.

## Osobní život a invence
V roce 1874 se Claxtonová vdala za George Gordona Turnera, čímž ve skutečnosti ukončila svou kariéru ilustrátorky. Pár se usadil v Chiswicku. Měli spolu syna. Ona pak svůj zájem zaměřila na vynálezy. V 90. letech 19. století bylo zaregistrováno několik patentů pod jejím vyvdaným jménem Adelaide Sophia Turner. Jedním z jejích vynálezů byla „podpažní berle pro područky a opěradla křesel“. Další vynález byla „čepice pro korekci odstávajících uší".

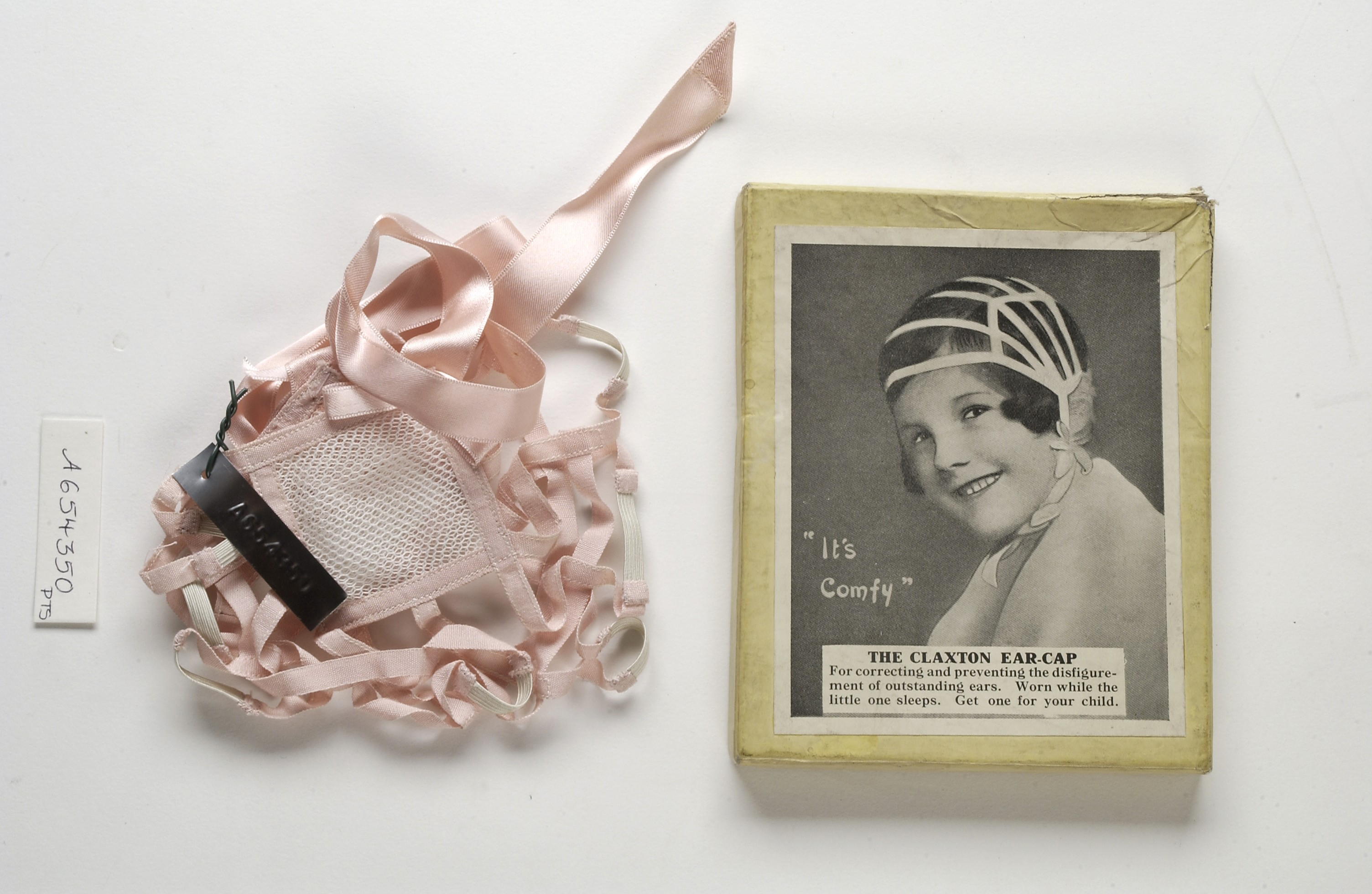
Čepice „Claxton“, určená ke korekci „odstávajících“ uší.